# Stanhopea xytriophora
Stanhopea xytriophora là một loài lan được tìm thấy ở miền nam Peru to Bolivia.

## Hình ảnh

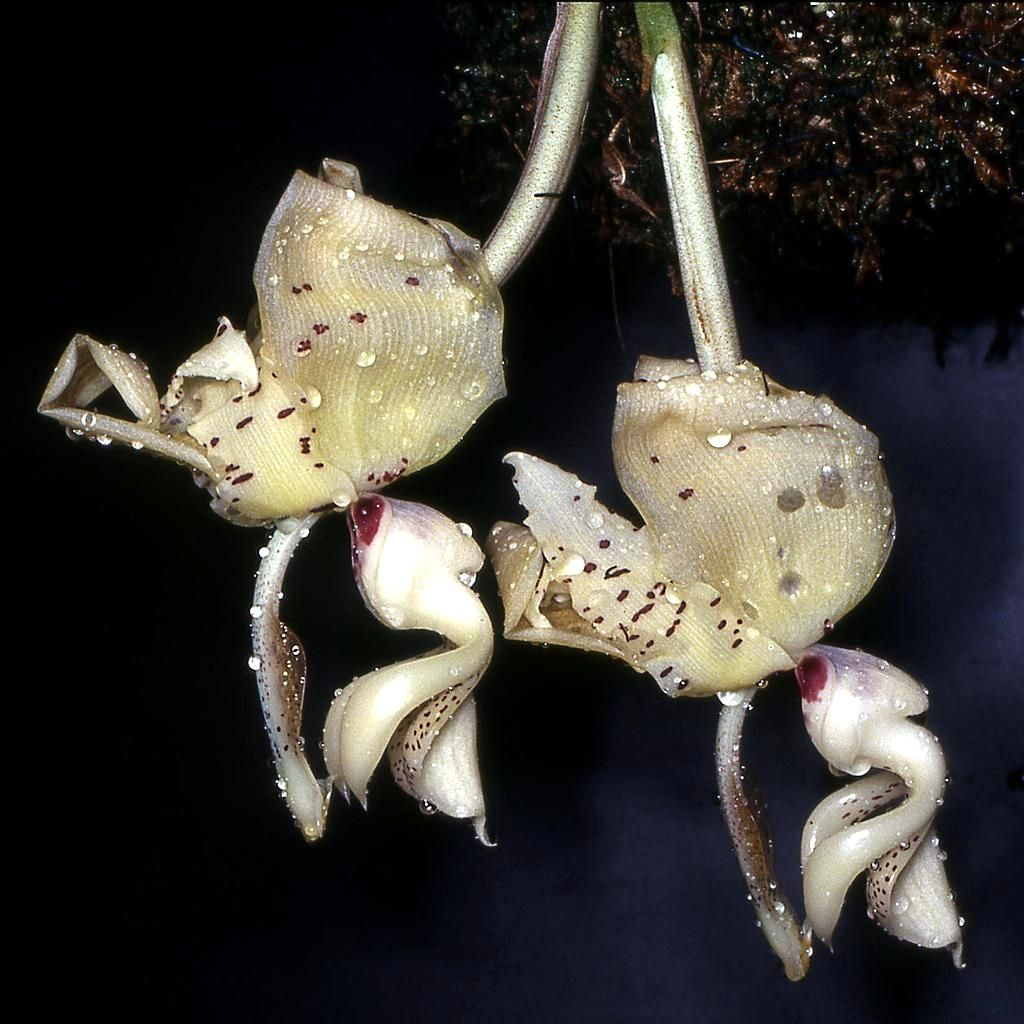
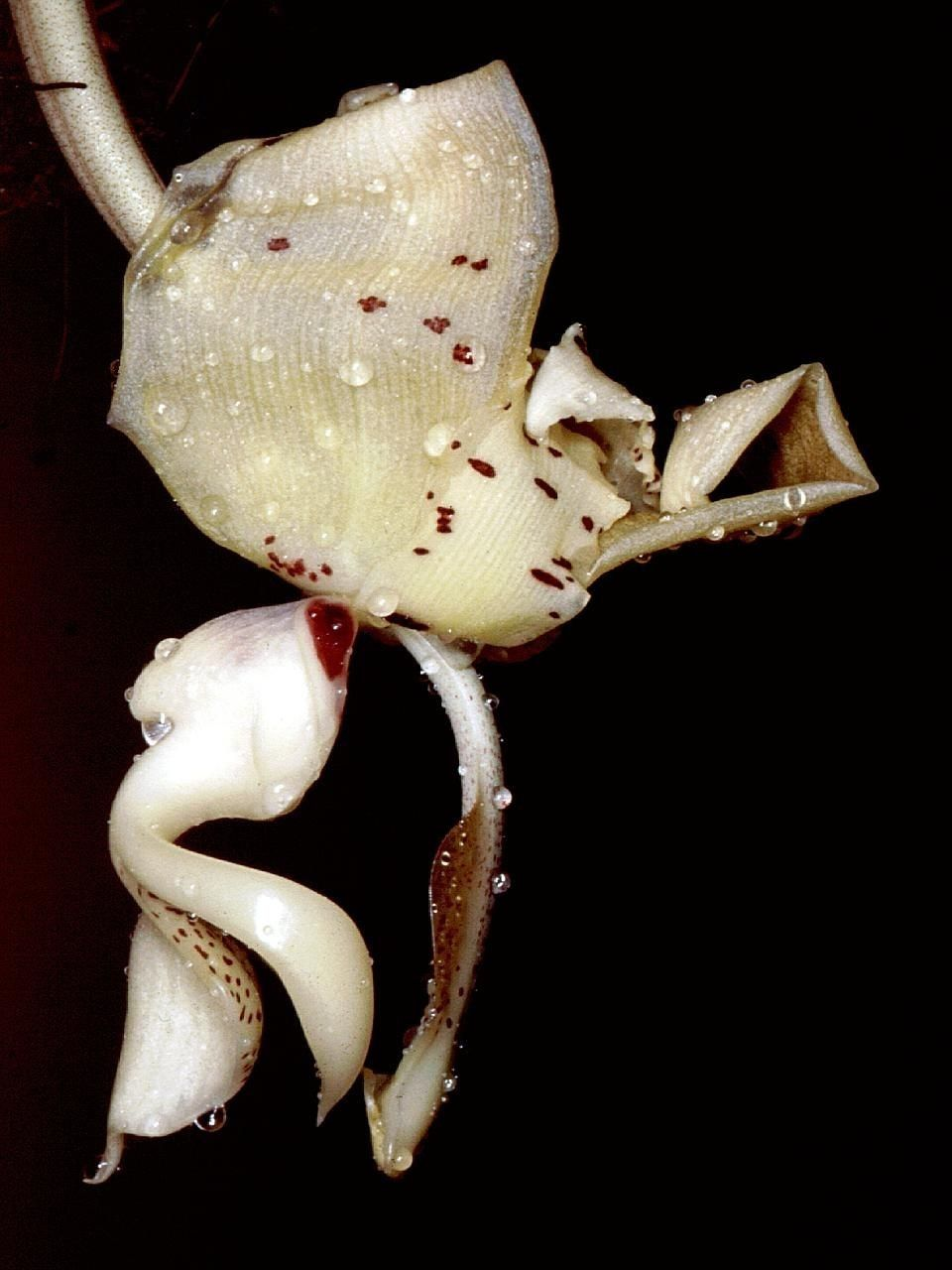